# Cerapoda
Cerapoda („ceratopsijani” i „ornitopodi”) je klada dinosaurusa iz reda Ornithischia, koja obuhvata kostoglave, ceratopside i ornitopode.

## Klasifikacija
Cerapoda se deli u dve groupe: Ornithopoda („ptičja stopala“) i Marginocephalia („resaste glave“). Poslednja grupa uključuje Pachycephalosauria („debeloglavi gušteri“) i Ceratopsia („rogata lica“). Sledeća taksonomija prati rad Ričardda Dž. Batlera, Pola Apčerča i Dejvida B. Normana, 2008 (i Butlera et al., 2011) osim ako nije drugačije naznačeno.
Cerapoda je prvi imenovao Sereno 1986. i definisao je kao „Parasaurolophus walkeri Parks, 1922, Triceratops horridus Marš, 1889, njihov najskoriji zajednički predak i svi potomci”. Godine 2021, Cerapoda je dobila formalnu definiciju pod PhyloCode: „Najmanja klada koja sadrži Iguanodon bernissartensis Boulenger u Benedenu, 1881, Pachycephalosaurus wyomingensis (Gilmor, 1931) i Triceratops horridus Marš 1889.“
Kladogram u nastavku prati analizu iz 2011. koju su izvršili paleontolozi Ričard Džej Batler, Džin Lijong, Čen Džun i Paskal Godefroa.
|                 | Ornithopoda                                                       |
|                 |                                                                   |
| Marginocephalia | \| \| Pachycephalosauria \| \| \| \| \| \| Ceratopsia \| \| \| \| |
|                 | \| \| Pachycephalosauria \| \| \| \| \| \| Ceratopsia \| \| \| \| |
|                 | Pachycephalosauria                                                |
|                 |                                                                   |
|                 | Ceratopsia                                                        |
|                 |                                                                   |

|  | Pachycephalosauria |
|  |                    |
|  | Ceratopsia         |
|  |                    |

## Literatura
- Butler, R.J. (2005). „The 'fabrosaurid' ornithischian dinosaurs of the Upper Elliot Formation (Lower Jurassic) of South Africa and Lesotho”. Zoological Journal of the Linnean Society. 145 (2): 175-18. doi:10.1111/j.1096-3642.2005.00182.x .
- Sereno, P.C. (1986). „Phylogeny of the bird-hipped dinosaurs (order Ornithischia)”. National Geographic Research. 2 (2): 234—56.